# Northwest (Carolina del Norte)
Northwest es una ciudad ubicada en condado de Brunswick en el estado estadounidense de Carolina del Norte. La localidad en el año 2000, tenía una población de 671 habitantes en una superficie de 15.9 km², con una densidad poblacional de 42.2 personas por km².

## Geografía
Northwest se encuentra ubicada en las coordenadas 34°18′34″N 78°9′10″O / 34.30944, -78.15278. Según la Oficina del Censo, la localidad tiene un área total de 15,9 km² (6,1 mi²), de la cual 15,9 km² (6,1 mi²) es tierra y 0 km² (0 mi²) (0.0%) es agua.

### Localidades adyacentes
El siguiente diagrama muestra a las localidades en un radio de 20 kilómetros (12,4 mi) de Northwest.

## Demografía
En el 2000 la renta per cápita promedia del hogar era de $31.250, y el ingreso promedio para una familia era de $37.500. El ingreso per cápita para la localidad era de $16.419. En 2000 los hombres tenían un ingreso per cápita de $29.829 contra $19.479 para las mujeres. Alrededor del 17.60% de la población estaba bajo el umbral de pobreza nacional.